# Pseudechiniscus brevimontanus
Pseudechiniscus brevimontanus är en djurart som tillhör fylumet trögkrypare, och som beskrevs av Kendall-Fite och Nelson 1996. Pseudechiniscus brevimontanus ingår i släktet Pseudechiniscus och familjen Echiniscidae. Inga underarter finns listade i Catalogue of Life.